# Дијаграм тока
Дијаграм тока (енгл. Flowchart) симболички је алгоритам. Састоји се од низа симбола повезаних стрелицама (спољним путевима) који дефинишу ток и смер програма.
Основни елементи (симболи) који се користе су:
| Почетак програма  |
| Улаз              |
| Чвориште          |
| Обрада            |
| Петље или блокови |
| Излаз             |
| Крај програма     |